# Redemption (Sigma & Diztortion)
Redemption is een nummer van het Britse dj-duo Sigma en de Nederlandse songwriter/producer Diztortion uit 2015, ingezongen door de Britse zanger Jacob Banks. Het is de zesde single van Life, het debuutalbum van Sigma.
"Redemption" flopte in het Verenigd Koninkrijk met een 138e positie, in Nederland bereikte het zelfs helemaal geen hitlijsten. In Vlaanderen werd de plaat echter wel een hit; het bereikte een bescheiden 31e positie in de Vlaamse Ultratop 50.